# Loopsigmoideostomi
Loopsigmoideostomi är en temporär stomi (kolostomi) där en loop av tjocktarmen förs ut genom bukväggen för att avlasta tarmen. Definitionen av en loopsigmoideostomi innebär att en del av sigmoideum (änden av tjocktarmen) förs ut genom bukväggen, skapar en öppning (stomi) för att avleda avföring. Denna typ av stomi används oftast i tillfälligt syfte för att avlasta tarmen, ge den tid att läka eller förhindra överbelastning av en skadad eller inflammerad tarm. Detta kan vara nödvändigt vid tillstånd som inflammatoriska tarmsjukdomar (t.ex. Crohns sjukdom eller ulcerös kolit), tumörer, divertikulit eller efter trauma. Loopstomier läggs ofta upp med tanke om att de kan komma att avvecklas efter en tid. En loopsigmoideostomi har två öppningar, från den ena töms avföring och från den andra fukt.